# Rex Morgan
Rex Morgan (Charleston, 27 ottobre 1948 – Jacksonville, 15 gennaio 2016) è stato un cestista e allenatore di pallacanestro statunitense, professionista nella NBA.

## Carriera
Venne selezionato dai Boston Celtics al secondo giro del Draft NBA 1970 (21ª scelta assoluta).

## Palmarès

### Allenatore
- 2 volte campione USBL (1990, 1994)
- USBL Coach of the Year (1990)